# 26 Bootis
Désignations
26 Bootis est une étoile de la constellation du Bouvier, située à 188 années-lumière de la Terre. Elle est visible à l'œil nu avec une couleur blanche-jaune, avec une magnitude apparente visuelle de 5,91. Elle s'approche du Système solaire avec une vitesse radiale héliocentrique de −16,5 km/s.
C'est une étoile sous-géante (de type F) avec un type spectral F2 IV, qui suggère qu'elle a épuisée l'ensemble de l'hydrogène en son noyau et évolue pour devenir une étoile géante. Elle a un âge estimé à 1,6 milliard d'années avec 1.46 M☉ et 2.43 R☉. Elle rayonne avec 11,6 L☉ depuis sa photosphère avec une température effective de 6 826 K. Sa rotation est relativement élevée, qui a une vitesse de rotation projetée de 56 km/s. C'est une source connue d'émission radio.